# Myalila
Myalila là một chi bướm đêm thuộc họ Noctuidae.